# 小行星5309
小行星5309（英語：5309 MacPherson）是一颗围绕太阳公转的小行星。1981年3月2日，舒爾特·巴斯在赛丁泉山发现了此天体。
这颗小行星的绝对星等为124.9756360943091等。